# 瓦尔 (匈牙利)
47°21′45″N 18°40′36″E / 47.3624339°N 18.6766737°E
瓦尔，是匈牙利费耶尔州所辖的一个村。总面积40.48平方公里，总人口2510，人口密度62.0人/平方公里（2011年1月1日）。